# 特雷爾島
特雷爾島（丹麥語：Traill Ø）是格陵蘭東部的島嶼，位於東北格陵蘭國家公園內的格陵蘭海，島嶼長120公里、寬50公里，面積3,452平方公里，是格陵蘭最四大島嶼，島上最高點海拔1,884米。

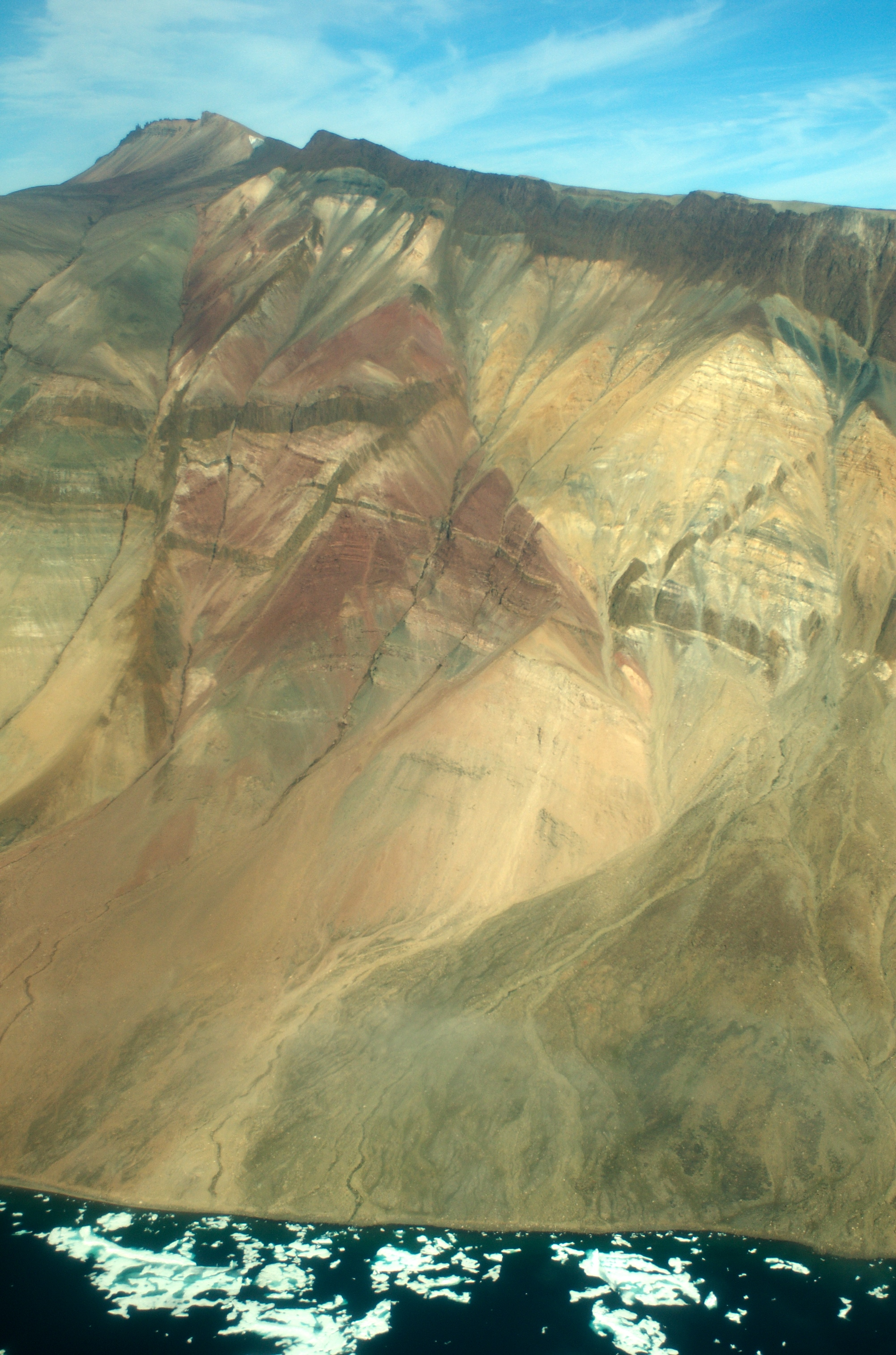
特雷爾島